# Thurnham (Lancashire)
Thurnham – civil parish w Anglii, w Lancashire, w dystrykcie Lancaster. W 2011 civil parish liczyła 651 mieszkańców. W obszar civil parish wchodzą także Ashton with Stodday, Conder Green, Glasson Dock, Lower Thurnham i Upper Thurnham. Thurnham było Thurnum w 1212 i Thirnum w 1282. Thurnham jest wspomniana w Domesday Book (1086) jako Tiernun.